# Piero Hincapié
Piero Martín Hincapié Reyna (sinh ngày 9 tháng 1 năm 2002) là một cầu thủ bóng đá chuyên nghiệp người Ecuador hiện đang thi đấu ở vị trí trung vệ hoặc hậu vệ trái cho câu lạc bộ Bundesliga Bayer Leverkusen và đội tuyển bóng đá quốc gia Ecuador.

## Sự nghiệp câu lạc bộ

### Sự nghiệp ban đầu ở Ecuador
Hincapié bắt đầu chơi bóng từ lúc 7 tuổi cho các câu lạc bộ địa phương Escuela Refinería, Emelec Esmeraldas and Barcelona Esmeraldas. Anh chuyển đến Guayaquil cùng Norte América khi còn 10 tuổi. Sau thời gian thi đấu cho Deportivo Azogues, anh gia nhập Independente del Valle vào tháng 11 năm 2016. Hincapié được đôn lên đội một vào tháng 8 năm 2019 trong trận đấu trước Mushuc Runa ở Serie A. Anh được chọn đá chính và chơi trọn vẹn trong trận thua sít sao trên sân nhà này. Trong mùa giải năm 2020, ngay sau khi vô địch U-20 Copa Libertadores, Hincapié đã ra sân từ băng ghế dự bị trong trận gặp Universidad Católica và Macará.

### Talleres de Córdoba
Vào ngày 20 tháng 8 năm 2020, Hincapié chuyển sang câu lạc bộ bóng đá Talleres de Córdoba tại Primera División Argentina sau khi đồng ý hợp đồng 5 năm.

### Bayer Leverkusen
Vào tháng 8 năm 2021, Hincapié ký hợp đồng với câu lạc bộ Bayer Leverkusen tại Bundesliga. Anh ra mắt vào ngày 16 tháng 8 trong trận chiến thắng 2–1 trước Ferencváros trong vòng bảng UEFA Europa League. Anh ghi bàn thắng đầu tiên cho câu lạc bộ vào ngày 30 tháng 9 khi ghi bàn mở tỉ số vào lưới Celtic trong chiến thắng 4–0 ở Europa League. Vào năm 2024, Hincapié đã giành được chức vô địch Bundesliga đầu tiên cùng với các đồng đội của mình với câu lạc bộ.

## Sự nghiệp quốc tế
Hincapié từng là cầu thủ trẻ của Ecuador. Anh thi đấu cho U-15 Ecuador vào năm 2017. Năm 2019, Hincapié đại diện cho đất nước của mình với tư cách đội trưởng của đội U-17. Anh ra sân bảy lần tại Giải vô địch bóng đá U-17 Nam Mỹ ở Peru trước khi góp mặt bốn lần tại FIFA U-17 World Cup tiếp theo ở Brasil.
Anh có trận ra mắt cho đội tuyển quốc gia Ecuador vào ngày 13 tháng 6 năm 2021 khi đá chính và chơi trọn vẹn trong trận thua 1–0 trước Colombia tại Copa América 2021.
Vào ngày 14 tháng 11 năm 2022, Hincapié có tên trong đội hình 26 người của Ecuador tham dự FIFA World Cup 2022 ở Qatar. Anh chơi trọn vẹn trong tất cả các trận đấu của Ecuador, bao gồm trận thắng Qatar, trận hòa Hà Lan và trận thất bại trước Sénégal trong vòng bảng.

## Thống kê sự nghiệp

### Câu lạc bộ
Tính đến 17 tháng 5 năm 2025
| Câu lạc bộ              | Mùa giải            | Giải vô địch               | Giải vô địch | Giải vô địch | Cúp quốc gia | Cúp quốc gia | Châu lục | Châu lục | Khác | Khác | Tổng cộng | Tổng cộng |
| Câu lạc bộ              | Mùa giải            | Hạng đấu                   | Trận         | Bàn          | Trận         | Bàn          | Trận     | Bàn      | Trận | Bàn  | Trận      | Bàn       |
| ----------------------- | ------------------- | -------------------------- | ------------ | ------------ | ------------ | ------------ | -------- | -------- | ---- | ---- | --------- | --------- |
| Independiente del Valle | 2019                | Serie A (Ecuador)          | 1            | 0            | 0            | 0            | 0        | 0        | –    | –    | 1         | 0         |
| Independiente del Valle | 2020                | Serie A (Ecuador)          | 2            | 0            | 0            | 0            | 0        | 0        | –    | –    | 2         | 0         |
| Independiente del Valle | Total               | Total                      | 3            | 0            | 0            | 0            | 0        | 0        | –    | –    | 3         | 0         |
| Talleres                | 2021                | Primera División Argentina | 14           | 0            | 2            | 0            | 6        | 0        | –    | –    | 22        | 0         |
| Bayer Leverkusen        | 2021–22             | Bundesliga                 | 27           | 1            | 0            | 0            | 6        | 1        | –    | –    | 33        | 2         |
| Bayer Leverkusen        | 2022–23             | Bundesliga                 | 30           | 1            | 0            | 0            | 13       | 0        | –    | –    | 43        | 1         |
| Bayer Leverkusen        | 2023–24             | Bundesliga                 | 26           | 1            | 4            | 0            | 12       | 0        | –    | –    | 42        | 1         |
| Bayer Leverkusen        | 2024–25             | Bundesliga                 | 32           | 2            | 3            | 0            | 9        | 1        | 1    | 0    | 45        | 3         |
| Bayer Leverkusen        | Tổng cộng           | Tổng cộng                  | 115          | 5            | 8            | 0            | 40       | 2        | 1    | 0    | 164       | 7         |
| Tổng cộng sự nghiệp     | Tổng cộng sự nghiệp | Tổng cộng sự nghiệp        | 132          | 5            | 10           | 0            | 46       | 2        | 1    | 0    | 189       | 7         |

1. ↑  Bao gồm Cúp bóng đá Ecuador, Cúp bóng đá Argentina và DFB-Pokal
2. ↑  Ra sân tại Copa Sudamericana
3. 1 2  Ra sân tại UEFA Europa League
4. ↑  Ra sân tám lần tại UEFA Europa League, ra sân năm lần tại UEFA Champions League
5. ↑  Số lần ra sân tại UEFA Champions League
6. ↑  Ra sân tại DFL-Supercup

### Quốc tế
Tính đến 16 tháng 6 năm 2024
| Đội tuyển quốc gia | Năm       | Trận | Bàn |
| ------------------ | --------- | ---- | --- |
| Ecuador            | 2021      | 12   | 1   |
| Ecuador            | 2022      | 12   | 0   |
| Ecuador            | 2023      | 6    | 0   |
| Ecuador            | 2024      | 3    | 1   |
| Tổng cộng          | Tổng cộng | 33   | 2   |

Tỷ số và kết quả liệt kê bàn thắng của Ecuador được để trước, cột tỷ số cho biết tỷ số sau mỗi bàn thắng của Hincapié.
| # | Ngày                 | Địa điểm                                            | Đối thủ   | Tỷ số | Kết quả | Giải đấu                      |
| - | -------------------- | --------------------------------------------------- | --------- | ----- | ------- | ----------------------------- |
| 1 | 11 tháng 11 năm 2021 | Sân vận động Rodrigo Paz Delgado, Quito, Ecuador    | Venezuela | 1–0   | 1–0     | Vòng loại FIFA World Cup 2022 |
| 2 | 16 tháng 6 năm 2024  | Sân vận động Pratt & Whitney, East Hartford, Hoa Kỳ | Honduras  | 2–1   | 2–1     | Giao hữu                      |

## Danh hiệu

### Câu lạc bộ
Independiente del Valle
- U-20 Copa Libertadores: 2020

Bayer Leverkusen
- Bundesliga: 2023–24[17]
- DFB-Pokal: 2023–24[18]
- DFL-Supercup: 2024[19]

### Cá nhân
- IFFHS Đội hình trẻ U-20 nam xuất sắc nhất: 2022[20]